# Trussville
La ville américaine de Trussville est située dans les comtés de Jefferson et Saint Clair, dans l’État de l’Alabama. En 2013, sa population s’élevait à 20 368 habitants. Trussville fait partie de l’agglomération de Birmingham.

## Démographie
| 1890 | 1900 | 1950  | 1960  | 1970  | 1980  |
| ---- | ---- | ----- | ----- | ----- | ----- |
| 462  | 742  | 1 575 | 2 510 | 2 985 | 3 507 |

| 1990  | 2000   | 2010   | - | - | - |
| ----- | ------ | ------ | - | - | - |
| 8 266 | 12 924 | 19 933 | - | - | - |

## Source
- (en) Cet article est partiellement ou en totalité issu de l’article de Wikipédia en anglais intitulé « Trussville, Alabama » (voir la liste des auteurs).